# Babinskirefleks
Babinskirefleksen er en opadstrækning (dorsifleksion) af storetåen ved strygning af fodsålens yderkant (lateralkant). Refleksen er en normal reaktion hos spædbørn, men senere i livet er det et tegn på neurologiske forstyrrelser i pyramidebanerne (tractus corticospinales), da tæerne under fysiologiske forhold krummer sig sammen (plantarflekterer).
Selve opadstrækningen er normal hos børn op til 1 års alderen, men refleksen undertrykkes centralt og vil således ved beskadigelse i centralnervesystemets pyramidebaner genopstå hos den voksne. 
Fænomenet er opkaldt efter den franske læge Joseph Babinski, som beskrev det i 1896.